# Rebecca Heald
Rebecca W. Heald es una profesora estadounidense de biología celular y del desarrollo. Es profesora del Departamento de Biología Molecular y Celular de la Universidad de California, Berkeley. En mayo de 2019 fue elegida miembro de la Academia Nacional de Ciencias. Ha publicado más de 90 artículos de investigación en revistas revisadas por pares.

## Educación y nombramientos académicos
Heald creció en Greenville (Pensilvania) y se graduó en el Hamilton College, al norte del estado de Nueva York. Dice que se inspiró en «la profesora de bioquímica, Donna Brown. Apenas tenía idea de lo que estaba haciendo, pero descubrí el placer de pipetear líquidos incoloros de tubo a tubo». Se doctoró en la Facultad de Medicina de Harvard, donde trabajó en el laboratorio de Frank McKeon. Fue investigadora posdoctoral con Eric Karsenti en el Laboratorio Europeo de Biología Molecular de Heidelberg (Alemania). Se incorporó al cuerpo docente de la Universidad de California en Berkeley, en 1997, y ocupa la cátedra Flora Lamson Hewlett de Bioquímica desde 2011. Además de dirigir su grupo de investigación, actualmente es decana asociada regional para la administración de la investigación.

## Investigación
Heald estudia temas de biología celular y biología del desarrollo, como el control del tamaño en los animales y la regulación de la división celular. Utiliza extractos de citoplasma de huevos de la rana Xenopus laevis y de la rana emparentada Xenopus tropicalis, más pequeña, para estudiar el comportamiento y la escala de tamaño del huso mitótico. Ha demostrado que el volumen del citoplasma en el que se forma el huso es un factor clave en la regulación del tamaño del mismo, abordando un importante problema en biología celular, el de cómo las células perciben y controlan el tamaño de sus orgánulos. Identificó una modificación bioquímica del receptor de transporte nuclear importina α como sensor que escala las estructuras intracelulares al tamaño de la célula.

### Defensa de las estructuras de colaboración en la ciencia
Heald ha escrito sobre los retos de iniciar un laboratorio como nueva profesora adjunta, y los beneficios de colaborar con sus vecinos Matt Welch y Karsten Weis para crear un entorno científico y educativo propicio.

## Premios y honores
- 1999: Premio Pew Scholars en Ciencias Biomédicas.[14]
- 2005: Premio Juvenil de la Sociedad Estadounidense de Biología Celular Mujeres en Biología Celular.[15]
- 2006: Premio al Pionero del Director de los Institutos Nacionales de Salud.[16]
- 2010 y 2016: Premio al Mentor de Posdoctorado Destacado de Universidad de California en Berkeley.[17]
- 2017: Miembro de la Sociedad Estadounidense de Biología Celular.[18]
- 2018-19: Mención Leon Henkin por servicio distinguido que mejora la equidad, la inclusión y la diversidad.[19]
- 2019: Miembro de la Academia Nacional de Ciencias.[20]

## Servicio académico
Heald es miembro del consejo editorial de Journal of Cell Biology and Developmental Cell.